# Supercopa d'Espanya de futbol 2007
La Supercopa d'Espanya 2007 es va disputar en dos partits (anada i tornada) entre el campió de la Primera divisió espanyola 2006/07 i el campió de la Copa del Rei de futbol 2006-07. Els partits es jugaren l'11 d'agost al camp del Sevilla FC com a campió de la Copa del Rei i el 19 d'agost al camp del Reial Madrid com a campió de Lliga. El Sevilla va guanyar per un marcador acumulat de 6-3.

## Partit d'anada
| Sevilla FC           | 1 – 0 | Reial Madrid |
| -------------------- | ----- | ------------ |
| Luís Fabiano 27' (p) |       |              |

## Partit de tornada
| Reial Madrid                               | 3 – 5 | Sevilla FC                                |
| ------------------------------------------ | ----- | ----------------------------------------- |
| Drenthe 23' Cannavaro 44' Sergio Ramos 78' |       | Renato 16', 28' Kanouté 37' (p), 80', 89' |

|                                     |
| Campió Sevilla Fútbol Club 1r títol |